# WORLD BREEDER'S CUP
『WORLD BREEDERS' CUP』（ワールドブリーダーズカップ）は、セガ（後のセガ・インタラクティブ）の競馬ゲームである『STARHORSE』シリーズに登場する架空レースシリーズの総称。略称は「WBC」。
本項では、同シリーズで登場した上位シリーズ「SUPER WORLD BREEDERS' CUP」（以下「SWBC」）、およびアプリ『ウマ娘 プリティーダービー』におけるSTARHORSEシリーズとのコラボレーションシナリオで登場したWBCレースについても記述する。

## 概要
『STARHORSE』シリーズで登場した架空のレースシリーズであり、一部のレースを除いて実在するブリーダーズカップがモチーフ。
ゲーム内については、いずれもGIに格付けされたが、通常の国内GIと違って無条件で出走することができず、特定の条件を満たしている（GI勝利など）と獲得した出走権利が必要となる特別なレースである。
かつての名競走馬がライバルとして出走するを特徴。さらにWBCの上位シリーズであるSWBCがサラブレッド三大始祖であるバイアリーターク、ダーレーアラビアン、ゴドルフィンバルブ、芦毛の起源であるオルコックアラビアン4頭を始め、三大基礎種牡馬ヘロド、エクリプス、マッチェムなどもライバルとして出走する。

## 登場レース
アーケード版では、初期作品では「MILE」、「CLASSIC」、「TURF(当時にはULTIMATE)」3レースで開催されたが、『2』では「SPRINT」、および上位レース「SUPER WORLD BREEDERS' CUP」を新設。『3』ではSeason Vが「LONG」「DIRT」を新設、Season VIでは「MILE」の代わりに「ICE」が登場する。
『4』よりゲームオリジナルレース体系が大幅に変更され、下位クラスであるWBCが「DIRT/CLASSIC/ICE/LONG」、そして上位クラスであるSWBCが「DIRT/CLASSIC/MILE/TURF」として設定された（代わりに「SPRINT」が廃止された）。さらに2022年9月のアップデートでは牝馬でのみ出走可能な下位クラスレース「QUEEN」と、プレレース限定WBC「JUVENILE」「KINGLY」が追加された。
アプリ版（「Pocket」）では、アーケード版『3』Season Vと同様に「MILE」、「CLASSIC」、「TURF」、「SPRINT」、「DIRT」、「LONG」、「SUPER」の7レースに構成される。
「ICE」以外のWBC競走は架空のオリジナル競馬場で行われる。なお、（WBCに限らず）STARHORSEオリジナルレースのメイン開催場所である極東競馬場は、「2」以降でレース前に地図が表示されるようになったことにより、伊豆諸島の神津島の辺りにあると表現されている。

### WORLD BREEDERS' CUP
WORLD BREEDERS' CUP MILE
開催条件：極東競馬場・ダート/芝1600m（「2」まで）→カイロ競馬場・ダート1600m（「3」 Season I～Season IV）→極東競馬場・芝1600m（「3」 Season V、「Pocket」）
- 極東競馬場で行われるWBCとして、世界のマイラー最強馬決定戦。
  - 2シリーズまでは極東競馬場のダート・芝混合コースで行われていたが、3 Season I～3 Season IVでカイロで行われるダートコースで行われていた。そして3 Season Vでは極東に再度移転し、かつての混合コースを改修した芝1600mコースで行われていた。
- 3 Season VIからはマイルWBCが新設されたWORLD BREEDERS' CUP ICEに移行という形に廃止となった（アプリ版のみ存続）。

WORLD BREEDERS' CUP CLASSIC
開催条件：極東競馬場・芝2000m（初代）→ラスベガス競馬場・芝2000m（「2」）→ロンドン競馬場・芝2000m（「3」、「Pocket」）→ラスベガス競馬場・芝2000m（「4」）
- アメリカのラスベガス（「Pocket」ではイギリスのロンドン）で行われるWBC。世界の中距離の名馬同士が争うナイターレース。
- 初代では極東競馬場のチャンピオンコース（芝2000m）にて行われていた。
- 2シリーズではラスベガスの直線コース（ラスベガス市街地の車道に芝を敷き詰めて、新潟競馬場で行われる1000m直線競走「アイビスサマーダッシュ」の距離を2倍にしたイメージ）で行われていたが、3シリーズより再度イギリスのロンドンへと移転した（レース期間だけタワーブリッジ、テムズ川沿岸の車道に芝を敷き詰めてコースを作り上げていた）。アーケード版では4より舞台がラスベガスに戻り、コースも2と同様のコースになった（アプリ版ではロンドン開催のまま）。

WORLD BREEDERS' CUP TURF
開催条件：極東競馬場・芝2400m
- 極東競馬場で行われるWBC。WBCでは「極東の難所」と呼ばれるブリーダーズブリッジを通過するクラシックコースで行われる長距離戦。
- （名義変更があったが）シリーズから開催地、施行距離ともに変更がされていない唯一のWBCでもある。
  - また、（メインレースとして開催時）このレースはローテーションの最終通常レース（有馬記念）の直後に組まれているため、直後のSUPER WBCも含めると最大3連闘の可能性もある。
- 「4」ではSWBCのレースへ昇格により、長距離戦の下位レースがTURFからLONGに移行となった。

WORLD BREEDERS' CUP SPRINT
開催条件：カイロ競馬場・ダート1200m（「2」）→ラスベガス競馬場・芝1000m（「3」、「Pocket」）
- アメリカのラスベガスで行われるWBC。2シリーズで同競馬場で行われていたWBCCの直線コースを半分に短縮した芝1000mの直線コースで、世界の名スプリンターが争うスプリント最強馬決定戦。
- 2シリーズではダート最強馬決定戦だった。
- アーケード版ではレース再編により「4」に廃止（アプリ版のみ存続）。

WORLD BREEDERS' CUP DIRT
開催条件：カイロ競馬場・ダート1600m
- エジプトのカイロで行われるWBCとして、世界のダート最強馬決定戦。
  - ダート最強馬決定戦が「2」にWBC SPRINT、「3」Season IVまでWORLD BREEDERS' CUP MILEとして開催だったが、「3」Season Vより独立して開催。
  - 名義変更があったが、コース変更がされていない。

WORLD BREEDERS' CUP LONG
開催条件：ホノルル競馬場・芝5000m
- 3 Season Vで新設。ハワイのホノルルで行われるWBCとして、世界のステイヤー最強馬決定戦。
- コースはレース開始後800mまでは海岸沿いの砂浜を走った後に芝コースに入り、残り2800mを過ぎたところで急な上り坂に差し掛かる。そして残り700m付近からフィニッシュ地点まで下り坂となる。

WORLD BREEDERS' CUP ICE
開催条件：サンモリッツ競馬場・雪1600m
- 3 Season VIで新設。スイスのサンモリッツに実在しているサンモリッツ競馬場で行われるWBCとして、世界のマイラー最強馬決定戦。WBCで唯一、実在の競馬場での開催となる。

WORLD BREEDERS' CUP QUEEN
開催条件：クイーンズガーデン競馬場・芝2200m
- 「4」では2022年9月のアップデートで新設。イギリスに開催された最強牝馬決定戦。
- アプリ版では未登場。

WORLD BREEDERS' CUP JUVENILE
開催条件：極東競馬場・芝1600m
- 「4」では2022年9月のアップデートで新設。3歳馬のプレレースでのみ出走可能のWBC。

WORLD BREEDERS' CUP KINGLY
開催条件：極東競馬場・芝2000m
- 「4」では2022年9月のアップデートで新設。古馬のプレレースでのみ出走可能のWBC。

### SUPER WORLD BREEDERS' CUP
いずれも極東競馬場開催となる。三大始祖およびオルコックアラビアンが必ずライバルとして出走となる。
SUPER WORLD BREEDERS' CUP CLASSIC
開催条件：極東競馬場・芝2000m
- 「2」シリーズより登場、かつての「WBCC」のコースを改修した芝2000mのチャンピオンコースで夜に行われるサラブレッド世界最強馬決定戦。新設当時には「SUPER WORLD BREEDERS' CUP」と呼ばれる。
- 「3」Season V～VIIのみ、夏・冬2回開催となり、名称がそれぞれ「SUPER WORLD BREEDERS' CUP SUMMER(SWBCS)」「SUPER WORLD BREEDERS' CUP WINTER(SWBCW)」となった。
- 「4」ではSUPER WORLD BREEDERS' CUPがWORLD BREEDERS' CUPの上位シリーズ化とともに、シリーズの1レースとして開催となり、名前も「SUPER WORLD BREEDERS' CUP CLASSIC」に変更された。

SUPER WORLD BREEDERS' CUP TURF
開催条件：極東競馬場・芝2400m
- 「3」までのWBCTから昇格された、WORLD BREEDERS' CUP LONGの上位版にあたるレース。
- 開催条件は3までのWBCT時の条件のままとなる。

SUPER WORLD BREEDERS' CUP MILE
開催条件：極東競馬場・芝1600m
- WORLD BREEDERS' CUP ICEの上位版にあたるレース。
- 開催場所は「3」までの旧右回りコースではなく、新設された左回りコースで開催するとなる。

SUPER WORLD BREEDERS' CUP DIRT
開催条件：極東競馬場・ダート2000m
- WORLD BREEDERS' CUP DIRTの上位版にあたるレース。
- コースは「MILE」と同様に「2」まで（および「3」の一部オリジナルレースを使用した）の旧右回りコースではなく、新設された左回りコースで開催。

## 「ウマ娘 プリティーダービー」におけるWBC
アプリ『ウマ娘 プリティーダービー』では、WBC・SWBCがSTARHORSEシリーズとのコラボレーションシナリオ「グランドマスターズ -継ぐ者達へ-」でのみ開催したレースとして登場する。
上記のシナリオにて、育成の節目に実施される特別なレースとして2年目終了時にWBC、3年目終了時（グランドマスターズ開催直前）にSWBCが開催されている（1年目終了時は同種のレースとして「GROW UP RACE」が開催される）。開催した種別は「SPRINT」「MILE」「CLASSIC」「LONG」「DIRT」の5つ。なお、極東を始めSTARHORSEシリーズのオリジナル競馬場（コラボ先では「レース場」と呼ばれる）が登場しないため、他のコラボ先のオリジナルレース同様、開催場所が中央競馬の開催場所からランダムに選出される。
なお、ライバルはシナリオ実装時（2023年2月）で登場した日本の名競走馬をモチーフとしているウマ娘およびゲームオリジナルウマ娘（プレイヤーで使用できないウマ娘を含む）のみとなり、三大始祖をモチーフとしている「三女神」はWBC・SWBCに出走しない（ただし、その3名は同シナリオの最終レース「グランドマスターズ」にライバルとして出走する）。